# SIG P238半自動手槍
SIG P238是一系列由西格&紹爾所研製及生產的袖珍型單動式半自動手槍，並且在2009年SHOT Show（美國著名槍展）上首度展出，發射.380 ACP口徑手槍子彈。
這是柯爾特野馬半自動手槍的西格&紹爾生產型版本，並且採用了西格&紹爾經典的倾斜式鋸齒狀突起防滑紋型滑套和扳機護環下方的手指凹槽。握把側板是由凹槽型聚合物所製造，使這把全金屬製底把槍械可以與同口徑類別的塑料底把手槍，如儒格LCP和Kel-Tec P-3AT競爭。

## 概述
P238配有铝製底把和不鏽鋼滑套。最初的P238手槍分為標準瞄準具，以及作為選擇更昂貴的夜間瞄準具。然而，目前生產的所有型號都將夜間瞄準具視作標準配備。從2012年開始，許多衍生型具有標準或是作為選擇的靈巧拇指保險。

## 衍生型
2009年推出市場的P238為啞光黑色表面處理，並且採用了啞光銀色滑套和黑色底把的雙色調表面處理。從那時起，SIG紹爾已經產生若干的衍生型，其中包括一些短期紀念型版本。當中的一些衍生型為使用各種表面處理的版本，使用不銹鋼底把和不同的握把和裝飾。

## 召回
2009年7月，西格-紹爾發出了將一定的序列號範圍以內銷售的所有P238召回的公告，他們將召回稱為“強制保險升級”。他們說明召回的原因是少數的P238們都裝上了有缺陷的手動保險桿，導致“極微的可能性令該槍可以無意中發射，進而造成傷害或死亡的危險，”雖然西格-紹爾亦強調過，事實上沒有發生這樣的傷亡。據西格-紹爾所言，此次召回並沒有影響到序列號在“27Axxxxx”開始的任何手槍。
另外，還有三次更新中所應用的技術已經加入了P238所使用的彈匣中。第三代的彈匣一直至今中為最可靠的。2010年年底，連復進簧也被更新。現在使用的新彈簧是一根扁平螺旋彈簧，具有更為良好的性能和更長的壽命。

## 資料來源
1. 1 2 3 4 5 6  .   [2015-07-11]. （原始内容存档于2015-08-12）.
2. 1 2 3 4 5 6  .   [2015-07-11]. （原始内容存档于2015-08-16）.
3. 1 2 3 4 5 6  .   [2015-07-11]. （原始内容存档于2015-08-16）.
4. 1 2 3 4 5 6  .   [2015-07-11]. （原始内容存档于2015-08-12）.
5. 1 2 3 4 5 6  .   [2015-07-11]. （原始内容存档于2015-08-11）.
6. 1 2 3 4 5 6  .   [2015-07-11]. （原始内容存档于2015-08-11）.
7. 1 2 3 4 5 6  .   [2015-07-11]. （原始内容存档于2015-08-11）.
8. 1 2 3 4 5 6  .   [2015-07-11]. （原始内容存档于2015-08-17）.
9. 1 2 3 4 5 6  .   [2019-01-20]. （原始内容存档于2019-01-20）.
10. 1 2 3 4 5 6  .   [2015-07-11]. （原始内容存档于2015-08-10）.
11. 1 2 3 4 5 6  .   [2015-07-11]. （原始内容存档于2015-08-17）.
12. 1 2 3 4 5 6  .   [2015-07-11]. （原始内容存档于2015-08-11）.
13. 1 2 3 4 5 6  .   [2015-07-11]. （原始内容存档于2015-08-10）.
14. 1 2 3 4 5 6  .   [2015-07-11]. （原始内容存档于2015-08-11）.
15. 1 2 3 4 5 6  .   [2015-07-11]. （原始内容存档于2015-08-12）.
16. 1 2 3 4 5 6  .   [2015-07-11]. （原始内容存档于2015-08-16）.
17. 1 2 3 4 5 6  .   [2015-07-11]. （原始内容存档于2015-08-16）.
18. 1 2 3 4 5 6  .   [2015-07-11]. （原始内容存档于2015-08-11）.
19. ↑  .   [2015-07-11]. （原始内容存档于2015-09-05）.
20. ↑  Buffaloe, Ed. . Unblinking Eye. 德克萨斯州.   [28 February 2015]. （原始内容存档于2015-06-23）. 外部链接存在于|website= (帮助)
21. ↑  .   [2015-07-11]. （原始内容存档于2010-08-21）.
22. 1 2  P238 Mandatory Safety Upgrade （页面存档备份，存于） SIG Sauer website, retrieved August 29, 2012

## 外部連結
- （英文）—Official page
- （英文）—Modern firearms—SIG-Sauer P238 and P938 pistol（页面存档备份，存于）
- （英文）—The Firearm Blog.com—
  - New P238, P938 Grip Colors from Hogue（页面存档备份，存于）
  - Army Green SIGs（页面存档备份，存于）
- （英文）—The Truth About Guns.com—
  - Sig Sauer P238 Liberty. Huh?（页面存档备份，存于）
  - Gun Review: SIG SAUER P238（页面存档备份，存于）
  - SIG SAUER P238 Extended Mag for $699—With Free Gun!（页面存档备份，存于）
  - New from Bill Hicks & Co: Sig Sauer 1911 and P238 Zombie Edition（页面存档备份，存于）
  - With Apologies to the P238（页面存档备份，存于）
  - TTAG Reader: What I Carry and Why – Chad’s SIG P238（页面存档备份，存于）
  - Everyday Carry Pocket Dump of the Day – Kyle（页面存档备份，存于）
- （英文）—Guns & Ammo.com—Third-Time Lucky: Sig Sauer P238 Review
- （英文）—Handguns Magazine.com—
  - 380 Shoot Off（页面存档备份，存于）
  - The Backup Plan（页面存档备份，存于）
  - Sig Sauer 6-Pack（页面存档备份，存于）
  - SIG SAUER P238
- （英文）—Shooting Times.com—
  - What’s New In Handguns（页面存档备份，存于）
  - New Handguns for 2011（页面存档备份，存于）
- （英文）—Tactical Life.com—
  - Sig Sauer’s P238 | .380 ACP Concealed Carry Pistol（页面存档备份，存于）
  - Sig Sauer P238 .380 ACP Pistol Review（页面存档备份，存于）
  - VZ Grips for Sig Sauer P238（页面存档备份，存于）
  - Sig Sauer P238 .380 ACP（页面存档备份，存于）
  - Sig Sauer P238 Copperhead Liberty（页面存档备份，存于）
  - 2015 Pocket Pistols Buyer’s Guide（页面存档备份，存于）
  - 2015 Pocket Pistols Buyer’s Guide（页面存档备份，存于）
  - Viridian Releases Its Reactor 5 Laser Sights For the Sig P238/938（页面存档备份，存于）
- （英文）—Personal Defense World.com—
  - SNEAK PEEK: SIG SAUER P238 EXTREME（页面存档备份，存于）
  - SIG SAUER P238 EXTREME（页面存档备份，存于）
  - Gun Review: Sig Sauer P238 Equinox .380 ACP（页面存档备份，存于）
  - Viridian Now Shipping Reactor 5 For Sig P238 And P938（页面存档备份，存于）
  - 6 Sig Sauer Pocket Pistols for the Modern Warrior（页面存档备份，存于）
  - 13 .380 Pocket Pistols For Personal Protection（页面存档备份，存于）
  - 12 Compact Handguns Available For Pocket Carry（页面存档备份，存于）
  - 10 Street-Ready Compact Pistols In .380 ACP（页面存档备份，存于）
- （英文）—Gunblast.com－
  - SHOT Show 2010 - Day 1（页面存档备份，存于）
  - SHOT Show 2011 - "Media Day"（页面存档备份，存于）
  - 2012 NRA Annual Meetings & Exhibit（页面存档备份，存于）
  - SIG P238 380 Semi-Automatic Pocket Pistol（页面存档备份，存于）
- （简体中文）—D Boy Gun World（槍炮世界）—SIG Sauer P238（页面存档备份，存于）